# 榮町 (東京都北區)
榮町（日语：／ Sakaechō */?）是東京都北區的地名，為未設丁番的單獨町名。

## 地理
位於東京都北區南部。町域北與東接堀船，南連上中里，西通西原。北邊與西南邊有都電與JR鐵道路線經過。

### 地價
依據2014年（平成26年）1月1日的公告地價，榮町19-16的住宅地價為31萬1000日圓/m2。

## 歷史
1889年（明治22年）町村制施行時，此地屬北豐島郡瀧野川村（1913年町制施行後為瀧野川町）大字西原一部分。瀧野川町在1932年（昭和7年）編入東京市，為瀧野川區，大字西原改為西原町。1947年（昭和22年），瀧野川區與王子區合併成立北區。1953年（昭和28年）町名整理，西原町一部分成立榮町。
1966年，榮町實施住居表示。

### 沿革
- 1966年（昭和41年）2月1日 - 實施住居表示（日语：住居表示），榮町成立。

### 地名由來
因祈求地方繁榮而命名。

## 小、中學校學區
區立小、中學校學區請參照下表。
| 町   | 小學校                 | 中學校           |
| ---- | ---------------------- | ---------------- |
| 榮町 | 北區立瀧野川第五小學校 | 北區立堀船中學校 |

## 交通

### 鐵道
- 都電荒川線 ■榮町停留場
- JR京濱東北線 ■上中里站 - 部分站體位於町內。（所在地：上中里）

## 設施
- 安部学院高等学校（日语：安部学院高等学校）
- 東書文庫（日语：東書文庫） - 東京書籍營運的教科書圖書館。近代化產業遺產（日语：近代化産業遺産）。
- 高絲研究所
- ALBION研究所

## 備註
1. ↑  人口統計表（平成26年08月1日現在） 的存檔，存档日期2014-08-19.
2. ↑  小學校通學區域一覧｜東京都北區 的存檔，存档日期2014-08-17. 2014年3月8日閲覧。
3. ↑  中學校通學區域一覧｜東京都北區 的存檔，存档日期2014-09-06. 2014年3月8日閲覧。